# راي دون
راي دون (بالإنجليزية: Ray Donn)‏ هو تاجر وشخصية أعمال ورائد أعمال وكومبارس وممثل بريطاني، ولد في 7 أغسطس 1937 في بوبلار ‏ في المملكة المتحدة.

## أعمال

### أفلام
- (2007) هاري بوتر وجماعة العنقاء[4][5]

## وصلات خارجية
- الموقع الرسمي
- راي دون على موقع IMDb (الإنجليزية)
- راي دون على موقع ألو سيني (الفرنسية)
- راي دون على موقع قاعدة بيانات الفيلم (الإنجليزية)
- راي دون على موقع كينوبويسك (الروسية)